# Esafluoroarseniato di litio
L'esafluoroarseniato di litio è un composto ionico del catione litio con l'anione esafluoroarseniato (AsF6−), che si forma dalla complessazione di uno ione fluoruro (F−) con il pentafluoruro di arsenico (AsF5), un forte acido di Lewis, sebbene un po' meno di SbF5, ma più forte di PF5.
La sua formula minima è quindi LiAsF6. Per evidenziare gli ioni e le loro cariche viene meglio rappresentato come Li+[AsF6]−. Formalmente è anche il sale di litio dell'acido esafluoroarsenico HAsF6, acido del quale non si hanno evidenze che sia stabile.
Questo sale è uno tra i principali elettroliti usati in solventi non acquosi nelle batterie agli ioni di litio.

## Proprietà
A temperatura ambiente si presenta come una polvere cristallina incolore (cristalli rombici), o bianca se in forma finemente suddivisa, inodore e igroscopica. Di esso è noto anche un monoidrato, LiAsF6·H2O (Tfus. = 117 °C). e un triidrato LiAsF6·3 H2O (Tfus. = 58 °C). LiAsF6 diviene deliquescente quando l'umidità relativa raggiunge il 30-35%, sciogliendosi esotermicamente. Inoltre, è solubile in etere e alcool isopropilico.
L'esafluoroarseniato di litio è un sale stabile, ma per riscaldamento si decompone:
LiAsF6   →   LiF(s) + AsF5(g)
A 570 K (297 °C) la variazione di energia interna per la reazione di decomposizione è pari a ΔUr = 31,64 ± 0,08 kJ/mol:
LiAsF6 manifesta conduttività in acetato di metile tra -20 °C e 50 °C.
È un composto tossico, pericoloso per l'ambiente.

## Preparazione
L'esafluoroarseniato di litio può essere preparato a partire dal fluoruro di litio con AsF5 a 150 °C-200 °C:
LiF + AsF5   →   LiAsF6

## Uso
L'esafluoroarseniato di litio è un potenziale elettrolita per le batterie.

## Sicurezza
Il composto è tossico se assunto per via orale o inalato.
Agenti ossidanti e riducenti forti, nonché acidi e basi forti provocano reazioni violente con questa sostanza. La decomposizione produce acido fluoridrico, ossidi di arsenico e ossido di litio.